# Lengyel (Tolna)
Lengyel es un pueblo ubicado en el distrito de Bonyhád, en el condado de Tolna, Hungría.

## Superficie
Posee una superficie de 20,03 kilómetros cuadrados.

## Demografía
Hasta 2019 la población era de 473 habitantes, con una densidad de población de 23,61 habitantes por kilómetro cuadrado.